# Heroes (пісня)
«Heroes» — пісня написана Девідом Боуї та Брайаном Іно в 1977. Була випущена як сингл та як перший трек однойменного альбму «Heroes». Ця пісня потрапила до списку 500 найкращих пісень усіх часів за версією журналу Rolling Stone